# Lennart Stendahl (militär)
Carl Axel Adolf Lennart Stendahl, född 4 maj 1914 i Vasa församling i Göteborgs och Bohus län, död 7 juli 1991 i Åhus församling i Kristianstads län, var en svensk militär.

## Biografi
Efter officersexamen blev Stendahl fänrik i fortifikationen 1936. År 1939 befordrades han till löjtnant med placering vid Bodens ingenjörkår, 1943 gick han högre kursen vid Artilleri- och ingenjörhögskolan och 1944 befordrades han till kapten. Han var fortifikationsbefälhavare i Härnösands kustartilleriförsvar 1945–1948 och tjänstgjorde vid Fortifikationsförvaltningen 1948–1949 samt vid Försvarsstaben 1949–1952. Åren 1952–1957 var han lärare vid Krigshögskolan, befordrad till major 1954, varpå han 1957–1959 tjänstgjorde i III. militärområdet. År 1959 befordrades han till överstelöjtnant och tjänstgjorde i I. militärområdet 1959–1966, befordrad till överste 1962. Han var sektionschef i Södra militärområdet 1966–1974.
Lennart Stendahl invaldes 1959 som ledamot av Kungliga Krigsvetenskapsakademien.
Stendahl var redaktör för Tidskrift i fortifikation 1950–1957. Åren 1973–1985 hade han politiska uppdrag i Kristianstads kommun.
Lennart Stendahl är gravsatt i minneslunden på Transval kyrkogård.

## Utmärkelser
- Kommendör av första klass av Svärdsorden, 6 juni 1970.[3]